# Montoneros

Montoneros was een Argentijnse guerrillabeweging, actief van 1970 tot 1980. De naam is afgeleid van de Montoneras, een privémilitie van grootgrondbezitters in de 19de eeuw. Ze verklaarden zichzelf als een christelijke, nationalistische en socialistische groepering. De Montoneros waren linkse peronisten. Het gedachtegoed van de Montoneros kan gelinkt worden aan dat van Che Guevara.

## Achtergrond
In 1955 werd Juan Perón door een staatsgreep tot aftreden gedwongen, dit is het begin van het peronisme, een populistische, nationalistische beweging, die het volledige politiek spectrum omvatte. Het eerste wapenfeit van de Montoneros was de moord op voormalig president Pedro Eugenio Aramburu in juni 1970. Achter de schermen werd er gewerkt aan de terugkeer van Juan Perón. President Héctor José Cámpora, van de linkerzijde van de peronisten, zorgde ervoor dat Juan Perón zich terug kandidaat kon stellen. Zijn opvolger president Raúl Alberto Lastiri was van de rechtervleugel van de peronisten. De breuk tussen links en rechts bereikte zijn hoogtepunt bij de terugkeer van Juan Perron op 20 juni 1973, het bloedbad van Ezeiza, waarbij op zijn minst 13 doden vielen en 365 mensen werden gewond. De aanstichter was de rechtse José López Rega, minister van Welzijn. Rega slaagde erin de vertrouwensman te worden van Juan Perón en zijn vrouw Isabel. Na de dood van Juan Perón in 1974 werd de jacht op de linkse vleugel ingezet, de Vuile Oorlog.

## Vuile Oorlog
Montoneros, FAR en ERP, twee andere guerrillabewegingen, smolten samen, aan de ander kant stond de Argentijnse Anticommunistische Alliantie. Met de komst van Jorge Videla in 1976 begon de Argentijnse militaire dictatuur (1976-1983). Een jaar na de installatie van de dictatuur in Argentinië bedroegen de slachtoffers van de Montoneros in totaal tweeduizend militanten, een derde meer dan wat de leiding had voorzien. In 1977 besliste de leiding te vertrekken in ballingschap, voornamelijk naar Mexico, waar het Nationale Leiderschap werd geïnstalleerd, en in mindere mate Frankrijk, Spanje en andere landen van Europa. Een poging in 1979 en 1980 om het regime te doen vallen bracht niets op, de terugkeer naar Argentinië was een mislukking.